# Luis Ponce de León Cabello
Luis de León Cabello (Zamora el 14 de octubre de 1899 – Redondela, Pontevedra, 6 de mayo de 1986) fue un ingeniero y político español del siglo XX.

## Biografía
Hijo de Juan Ponce de León y Encina y de Guadalupe Cabello Fernández, nació en Zamora el 14 de octubre de 1899. Tuvo varios hermanos (Alfonso, Juan y Guillermo) que serían asesinados durante la Guerra civil.
Ingeniero de Caminos, Canales y Puertos, fuedirector de Junta de Obras de Puertos y Ríos de Pontevedra. Alcalde del 25 de noviembre de 1943 al 20 de septiembre de 1944. Fue procurador de las Cortes franquistas como alcalde de capital de provincia (1943-1944). Al cesar como alcalde, fue nombrado gobernador civil de la provincia de Pontevedra sustituyendo a Genaro Riestra Díaz. Fue cesado en 1948.
Se casó con Gloria Martínez de Prada y Molins y tuvieron siete hijos.
Fallece en su casa de Redondela el 6 de mayo de 1986.